# Grobschnitt

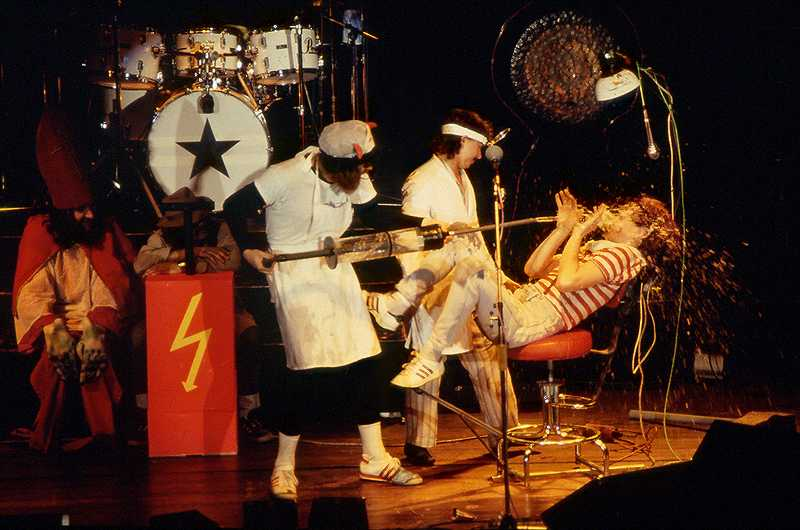
Grobschnitt

Grobschnitt was een Duitse progressieve-rockband, die van 1970 tot 1989 actief was. De band werd in 1970 in Hagen in Westfalen opgericht. De naam van de band kwam van de Kapelle Grobschnitt, een muziekkapel die in de Eerste Wereldoorlog door soldaten met zelf ineengeknutselde muziekinstrumenten was gevormd. De meeste muzikanten en roadies van Grobschnitt gaven zichzelf geestig klinkende namen, waaronder ze ook bij hun fans bekend werden. Ze noemden de stichtende leden zich Eroc (slagwerk), Felix (eveneens slagwerk), Lupo (sologitaar), Wildschwein (ritmegitaar, zang, saxofoon), Bär (bas), Quecksilber (toetsen) en Tony Moff Mollo (zang en lichtinstallatie).

## Muziek en optreden van de band
De band Grobschnitt gold voor zijn tijd als een zeer innovatieve groep, die met zijn mix van theater, optische effecten, vrolijke drukte en uiterst lange muzikale improvisaties hun urenlange optredens verzorgde. De langste van die ononderbroken improvisaties kon tot meer dan een uur duren en droeg de titel "Solar Music" of ook "Powerplay". De teksten van de groep waren aanvankelijk in het Engels, later kwamen daar meer Duitstalige teksten bij. In beide gevallen engageerde groep zich voor maatschappelijk omstreden thema's, zoals de vredesbeweging, het geloof in de vooruitgang en techniek of het protest tegen de uitbreiding van de kernenergie. Een typisch voorbeeld van dit engagement was te vinden in de tekst van "Vater Schmidt's Wandertag". Aan de andere kant kon de groep ook muzikale sprookjes vertellen, zoals op het conceptalbum "Rockpommels Land".
De band had z'n trouwste fans in het Duitstalige gebied, hoewel het album "Rockpommels Land" ook in het Engelstalige deel van Canada verscheen en daar aanzienlijk verkoopcijfers haalde. Een nieuwigheid in de Duitse muziekscene kwam er met het album "Jumbo" in 1975, dat eerst met Engelse teksten verscheen en een jaar later opnieuw in het Duits werd uitgebracht.
Een verder kenmerk van de muzikale activiteiten van Grobschnitt was het aantal en de locatie van hun optredens. Ze waren een van de eerste Duitse groepen die letterlijk in het kleinste dorp optraden. Het daarvoor noodzakelijke materiaal werd jaar na jaar omvangrijker, tot uiteindelijk meerdere vrachtwagens voor het transport ervan nodig waren. Richtinggevend waren ook de pyrotechnische delen van de show. Hoewel Grobschnitt als Duitse uitvinder van zo'n spektakels geldt en men er aanvankelijk totaal geen ervaring mee had, kwam het nooit tot een ernstig ongeval bij het afbranden van het vuurwerk op de plaats van optreden.
In 1989 werd de groep na 19 jaar ontbonden met hun Last Party Tour. De oorzaak van de scheiding lag niet in muzikale of persoonlijke verschillen tussen de afzonderlijke muzikanten, maar in de wens van de bandleden om na 19 jaar van gezamenlijke muzikale activiteiten een eigen persoonlijke weg te kunnen gaan.

## Bandleden
In de loop der jaren wisselde de bezetting van Grobschnitt herhaaldelijk:
- 1970-1972 Eroc (drums), Felix (drums), Lupo (sologitaar), Wildschwein (ritmegitaar, zang, saxofoon), Bär (bas), Quecksilber (toetsen), Tony Moff Mollo (zang, licht)
- 1972-1974 Eroc (drums), Lupo (sologitaar), Wildschwein (ritmegitaar, zang, saxofoon), Mist (toetsen), Bär (bas), Tony Moff Mollo (zang, licht)
- 1974-1980 Eroc (drums), Lupo (sologitaar), Wildschwein (ritmegitaar, zang, saxofoon), Mist (toetsen), Popo bas), Tony Moff Mollo (zang, licht)
- 1980-1982 Eroc (drums), Lupo (sologitaar), Wildschwein (ritmegitaar, zang, saxofoon), Mist (toetsen), Milla Kapolke (bas), Tony Moff Mollo (zang, licht)
- 1982-1983 Eroc (drums), Lupo (sologitaar), Wildschwein (ritmegitaar, zang, saxofoon), Cramer (toetsen), Milla Kapolke (bas), Tony Moff Mollo (zang, licht)
- 1983-1985 P. Jureit (drums), Lupo (sologitaar), Wildschwein (ritmegitaar, zang, saxofoon), J. Cramer (toetsen), Milla Kapolke (bas), Tony Moff Mollo (zang, licht)
- 1985-1988 Admiral Top Sahne (drums), Lupo (sologitaar), Wildschwein (ritmegitaar, zang, saxofoon), Tarzan (toetsen), Milla Kapolke (bas), Tony Moff Mollo (zang, light)
- 1988-1989 Admiral Top Sahne (drums), Lupo (sologitaar), Wildschwein (ritmegitaar, zang, saxofoon), Sugar (toetsen), Commodore Stulle (bas), Tony Moff Mollo (zang, licht)

Daarenboven traden ook de roadies van de groep als acteur op. De bekendsten waren McPorneaux, Ballermann, Detlev Rohr, Geheimrat Günstig en El Blindo. 
Bepalend voor de loopbaan van de band was desondanks de wissel van afzonderlijke leden van de samenhang. Tot het einde van het bestaan van de groep waren de stichtende leden Gerd Otto Kühn (Lupo), Stefan Danielak (Willi Wildschwein) en Rainer Loskand (Toni Moff Mollo) er bij. Met Jochim H. Ehrig (Eroc) en Volker Kahrs (Mist) waren twee andere toonaangevend mensen meer dan tien jaar lang bij Grobschnitt.

## Grobschnitt in de media
De media-aandacht was in het begin relatief klein. Dit had verschillende oorzaken: ten eerste konden de toenmalige media radio en televisie met het ongewone liveconcept van de groep niets concreet aanvangen. Verder kwam het tot meningsverschillen met de presentatoren van liveoptreden op de radio, die het muzikale concept van Grobschnitt niet in hun uitzendingen konden inbouwen. Tegen het begin van de jaren 80 veranderde de situatie. Populaire televisiemagazines voor muziek, zoals Rockpalast, Aspekte, Musikladen en andere kwamen op de groep af. Bovendien kreeg de band enkele radio-optredens, bijvoorbeeld bij de WDR tussen 1975 en 1980 in de Radiothek. Bij deze voorstellingen kwam de groep soms tot tweemaal per jaar aan het woord en speelde daarbij akoestische stukken uit hun liveshow op de voor de band typisch mix van muziek, humor en taalhumor.

## Verdere aspecten van de geschiedenis
Een van de muzikale leiders van de groep was Joachim H. Ehrig, met zijn bijnaam Eroc. Parallel met zijn activiteiten als drummer, stemkunstenaar en elektronische knutselaar bij Grobschnitt, bracht hij meerdere soloalbums uit. Op de elpee Eroc 3 (1979) bevindt zich het stuk "Wolkenreise" dat een superhit werd en ook jaren later nog op de radio werd gespeeld. Eroc verliet de band reeds in 1983 om zich uitsluitend aan soloproducties te wijden. Hij runde later in de buurt van Hagen zijn eigen studio voor de restauratie en digitalisering van analoog opgenomen muziektitels. Na de definitieve ontbinding van Grobschnitt werd Eroc  verantwoordelijke als uitgever van de verdere producties uit de actieve periode van groep.

## Discografie
- 1972 Grobschnitt
- 1974 Ballermann
- 1975 Jumbo (englisch)
- 1976 Jumbo (deutsch)
- 1977 Rockpommels Land
- 1978 Solar Music Live
- 1979 Merry-Go-Round
- 1980 Volle Molle - Live
- 1981 Illegal
- 1982 Razzia
- 1984 Kinder und Narren
- 1985 Sonnentanz - Live
- 1987 Fantasten
- 1990 Last Party - Live
- 1994 Die Grobschnitt Story 1
- 1998 Die Grobschnitt Story 2
- 2001 Die Grobschnitt Story 3 „The History of Solar Music“ Vol. 1
- 2002 Die Grobschnitt Story 3 „The History of Solar Music“ Vol. 2
- 2002 Die Grobschnitt Story 3 „The History of Solar Music“ Vol. 3
- 2003 Die Grobschnitt Story 3 „The History of Solar Music“ Vol. 4
- 2003 Die Grobschnitt Story 4 „Illegal Tour 1981 Complete“
- 2004 Die Grobschnitt Story 3 „The History of Solar Music“ Vol. 5
- 2004 Die Grobschnitt Story 5
- 2006 Die Grobschnitt Story 6 „Rockpommel's Land And Elsewhere...“
- 2006 The International Story
- 2007 Live - Plochingen 1976-1
- 2007 Live - Bielefeld 1977-1
- 2007 Live - Donaueschingen 1981-2
- 2007 Live - Hagen 1971-1
- 2007 Live - Bielefeld 1977-2
- 2007 Live - Düsseldorf 1983-2
- 2008 Live - Plochingen 1976-2
- 2008 Live - Wesel 1979-1
- 2008 Live - Wesel 1979-2
- 2008 Grobschnitt 2008 live (Bonn und Menden)
- 2008 Live - Emden 1979
- 2008 Live - Osnabrück 1981-1
- 2008 Live - Osnabrück 1981-2
- 2009 Another Journey ( Maxi CD )
- 2009 Live - Hilchenbach 1974-2
- 2009 Live - Oberhausen 1977-2
- 2009 Live - Wuppertal 1979-1